# 女王丸遭難事件
女王丸遭難事件（じょうおうまるそうなんじけん）は、1948年（昭和23年）1月28日、大阪港-多度津港間を結んでいた定期連絡船女王丸（400トン）が触雷により沈没した事件。単に女王丸事件とも呼ばれている。
女王丸は、関西汽船が所有していた1904年（明治37年）に進水した船で長さ48.9m、速力10ノット、乗客定員366人。

## 概要
1948年1月27日、大阪港から出港して神戸港に寄港、瀬戸内海を岡山、小豆島、多度津へと向かっていた女王丸が、翌1月28日午前3時頃、岡山県牛窓町（現瀬戸内市）沖合で、第二次世界大戦中にアメリカ軍が敷設した機雷に接触。わずか20分-30分程度で沈没した。乗客269人、乗員35人のうち154人が救助された。岡山県史では、死体収容20人・行方不明179人とあるが資料によって数が異なる。現地では、それ以前も第二日航丸（1947年7月）、鳩山丸（1947年9月）が触雷により沈没した海域であった。